# Welbergen

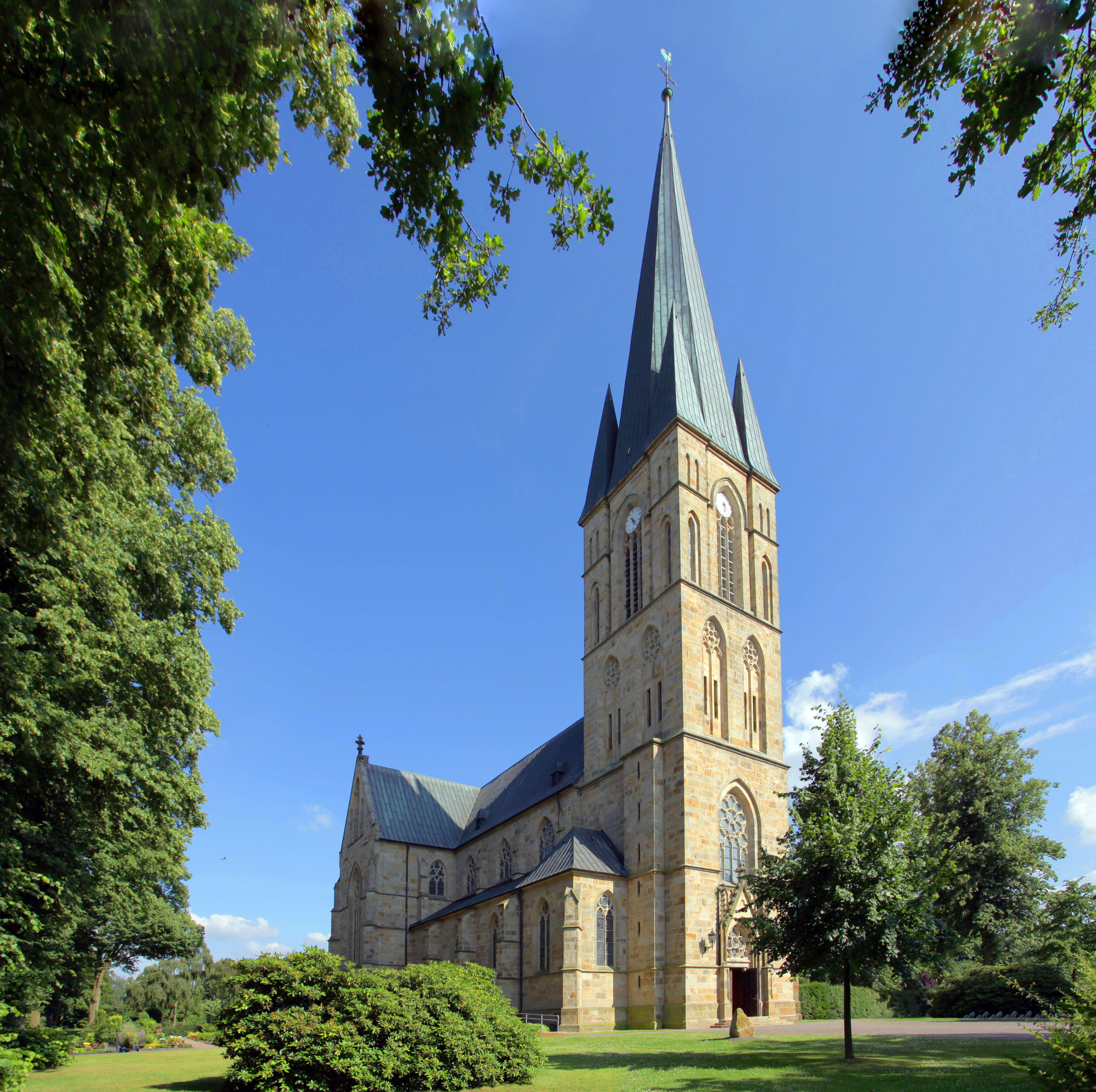
Neue Pfarrkirche St. Dionysius, geweiht 1908

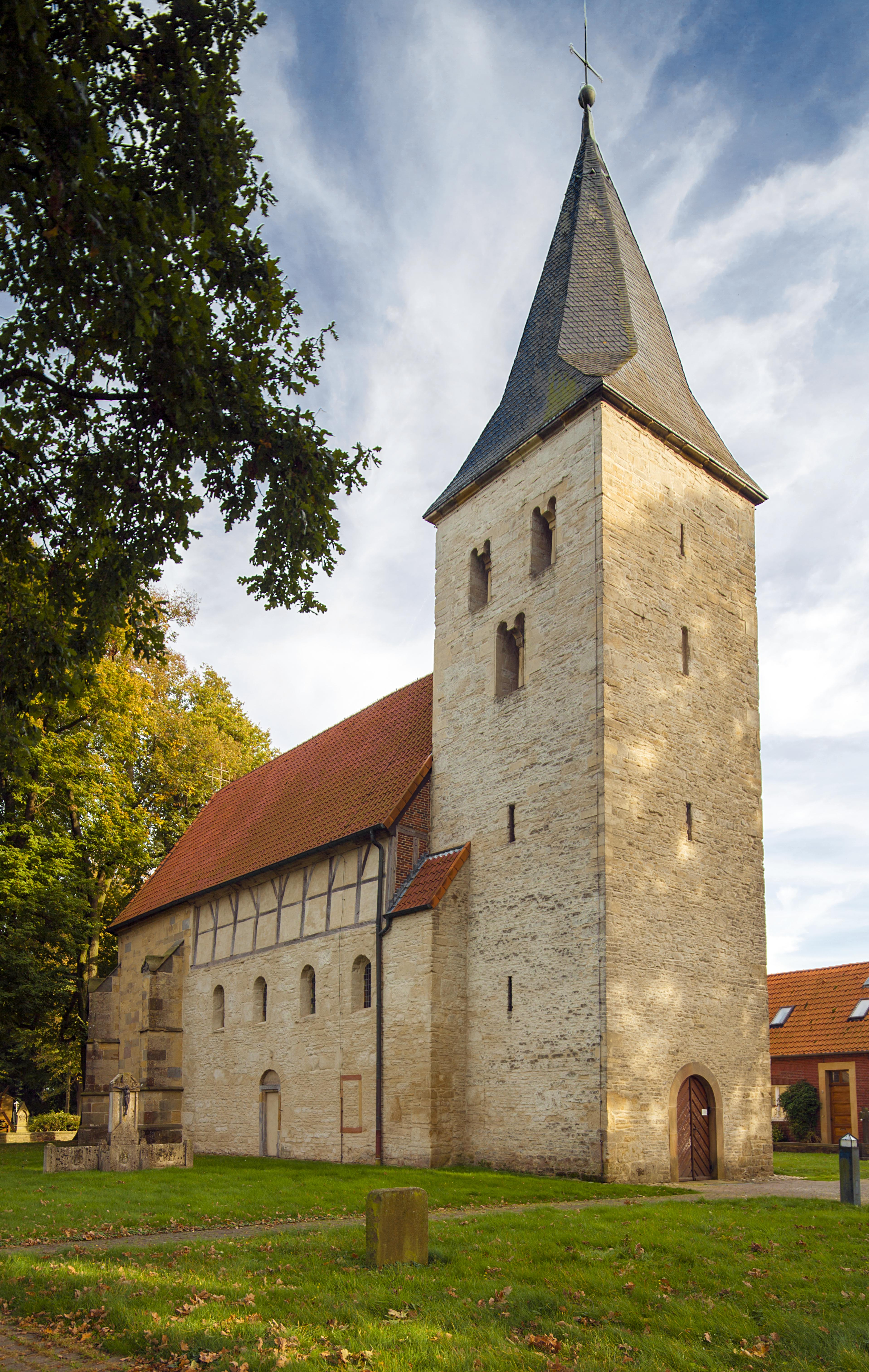
Alte Kirche im Ortskern

Welbergen ist ein Stadtteil von Ochtrup in Nordrhein-Westfalen. Auf einer Fläche von 20,3 km² leben rund 1300 Einwohner.

## Geographie
Das Dorf liegt etwa mittig zwischen Ochtrup und Wettringen. Es hat wenige direkte Verbindungen zu anderen Dörfern oder Städten, liegt allerdings entlang des Bahntrassenradweges, welches Radfahrern schnelle Wege zu naheliegenden Orten ermöglicht. Nahe dem Ortskern mündet der Gauxbach in die Vechte.

### Ortsgliederung
Welbergen besteht zum einen aus dem zentralen Dorfkern mit den Siedlungen, sowie fünf Bauerschaften:
- Brink
- Bökerhook
- Lütkefeld
- Mohringhook
- Schweringhook

## Geschichte
Das Vechtedorf Welbergen kann auf eine fast 1000-jährige Geschichte zurückblicken. Es ist bereits vor dem Jahre 1100 vom Kloster Metelen gegründet worden. Die katholische Pfarrei wird zum ersten Mal im Jahr 1139 erwähnt. Im Jahr 1666 wurde außerhalb des Ortes der Pestfriedhof Welbergen angelegt.
Welbergen beherbergt eine der ältesten erhaltenen Pfarrkirchen des Münsterlandes: die ältesten Teile der Pfarrkirche St. Dionysius stammen aus dem frühen 12. Jahrhundert und somit aus der Zeit der Romanik. Beim Anbau des spätgotischen Chores (1511) wurde das Kirchenschiff aufgestockt, erkennbar im Fachwerk an der Nordseite. Im Inneren sind einige Wandmalereifragmente aus der Erbauungszeit des Chores zu sehen, wahrscheinlich Darstellungen der Apostel. Die Kirche wurde 1954 durchgreifend instand gesetzt.
Anfang des 20. Jahrhunderts gab es in Welbergen den Wunsch nach einer neuen Pfarrkirche. Die Architekten Kersting und Wenker aus Münster wurden mit der Planung einer – gemessen an der Größe des Dorfes – stattlichen Kirche beauftragt, die im damals modernen neugotischen Stil errichtet wurde. Die Weihe durch Bischof Dingelstad fand am 15. Juni 1908 statt.
Am 1. Juli 1969 wurde Welbergen in die Stadt Ochtrup eingegliedert.

## Haus Welbergen
Die Herren von Welleberghe wohnten 1298 bis 1330 auf der Wasserburg Haus Welbergen. Es fanden im Laufe der Jahrhunderte verschiedene Besitzerwechsel statt, bis Ende der 1920er Jahre die Wasserburg an den Bankier Jordaan van Heek verkauft wurde. Nach dem Tode seiner Witwe Bertha Jordaan van Heek ging Haus Welbergen mit einem umfangreichen Grundbesitz in eine Stiftung über, die den Namen der Stifterin Bertha Jordaan van Heek trägt. Haus Welbergen verfügt über ein reichhaltiges Archiv, dessen wertvollster Teil die Korrespondenz aus dem Kreise des Freiherrn von Fürstenberg und der Fürstin von Gallitzin bildet.
Die Parkanlage des Hauses Welbergen gehört zum European Garden Heritage Network (Europäisches Gartennetzwerk). Der formale Garten des Innenhofes steht im Kontrast mit den Staudenbeeten entlang der Burgmauern und der waldreichen Umgebung, die nur von einigen Wegen durchzogen werden. Der Innenhof ist jederzeit zu besichtigen.
Das Haus Welbergen liegt am 305 km langen Nordkurs der 100-Schlösser-Route im Münsterland.

## Gebäude

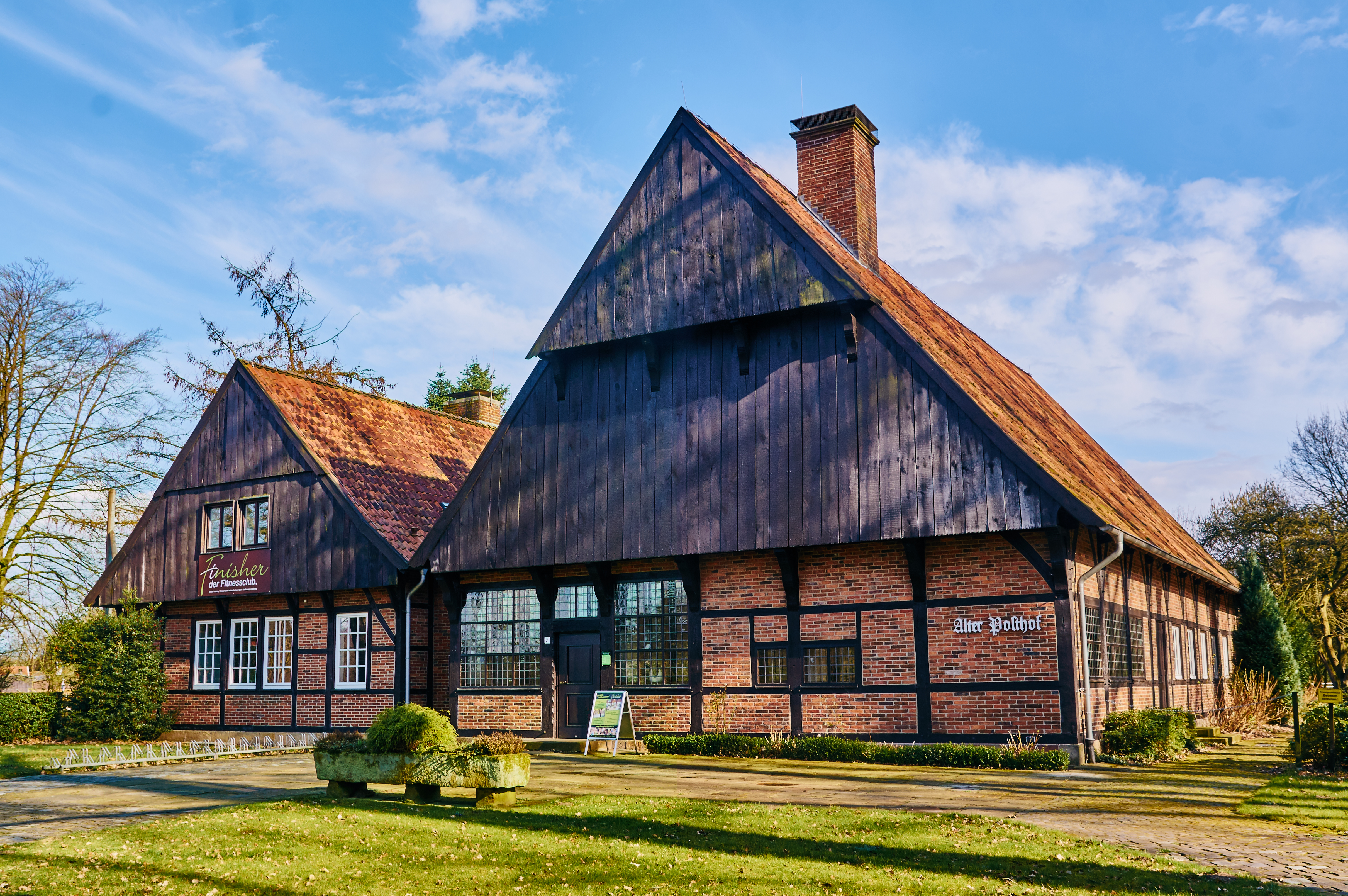
Alter Posthof von 1598

- St. Dionysius (katholischer Kirchbau im neugotischen Stil, eingeweiht am 15. Juni 1908 – Filialkirche der Pfarrgemeinde St. Lambertus)
- St. Dionysius (alte Pfarrkirche aus dem 11. Jahrhundert mit Friedhof)
- Alter Posthof
- Pestfriedhof
- Haus Welbergen
- Pfarrheim "Die Brücke"
  - "Die Bücherei" (Katholische Bücherei im Pfarrheim)
- Von-Galen-Schule Welbergen
- "Unser Laden" – Dorfladen
- Pfarrbüro St. Dionysius
- Alte Schankwirtschaft "Zum Kapellenhof"
- Gaststätte Sandmann

### Denkmale
- Denkmalstein "850 Jahre Welbergen 1151-2001"
- Gefallenen-Ehrenmal "Zum Gedenken unserer Gefallenen – Schützenverein Welbergen 1629"

## Vereine und Organisationen
- Schützenverein Welbergen 1629
- SpVgg Langenhorst-Welbergen
- KLJB Welbergen
- KfD Welbergen
- Freiwillige Feuerwehr Ochtrup, Löschzug Welbergen

## Verkehr
Der Haltepunkt Welbergen lag an der Bahnstrecke Ochtrup–Rheine. Die Bahnstrecke ist mittlerweile stillgelegt und auf der ehemaligen Trasse befindet sich nun ein Bahntrassenradweg, die RadBahn Münsterland.

## Auszeichnungen
- Bronze Kreiswettbewerb 1996[4]
- Silber Kreiswettbewerb 1999[4]
- Kreissieger 2002[4]
- NRW Silberdorf 2003[5]
- Bronze Kreiswettbewerb 2008[4]
- Kreissieger 2014[6]
- NRW Silberdorf 2015[7]
- Silber Kreiswettbewerb 2017[8]